# フィリップ・ン
フィリップ・ン（伍允龍、Philip Ng，1977年9月16日 - ）は香港の俳優、アクション監督、武術家。映画業界での活躍のほか、蔡李佛拳や詠春拳の武術師範としても活動している。

## 来歴

### 幼年～青年時代
フィリップ・ンは1977年9月16日に香港で生まれた。7歳の時に家族でアメリカ合衆国へ移住し。少年時代の大部分をイリノイ州シカゴで過ごした。
シカゴ在住中に、両親がチャイナタウンで借りてきた、ジャッキー・チェン主演の『ドランクモンキー 酔拳』のビデオを観て大きな衝撃を受け、アクション俳優に憧れを抱くようになる。
父親の伍紹華は蔡李佛拳の継承者であり、2人の叔父も中国武術の師範（1人は洪拳、1人は詠春拳）という家庭環境で育ち、渡米した7歳から武道を学び始めた。
7歳で、蔡李佛拳を第5代目継承者である父から学び始める。
13歳の時、同級生にいきなり殴られ、倒されてしまった時に、今まで何を学んでいたのか、と疑問を感じ、真面目に武道を学び、これを極めて、立派な武道家になろうと考えるようになった。
13歳で叔父から詠春拳を学び始め、その後、詠春拳をより深く学ぶため、16歳で米国を離れ香港に戻り、有名な詠春拳の師範・黄淳樑（葉問の弟子であり、過去にはブルース・リーに詠春拳の指導をしていた）に弟子入りし、葉問（イップ・マン）の嫡孫弟子となった。その後、黃淳樑の下で修行を続けていたが、1997年に黃淳樑が亡くなり、生前の師の勧めによってアメリカで詠春拳の指導を始める。イリノイ大学でイリノイ詠春拳協会を設立し、5年間ヘッドインストラクターを務めた。また、1997年に父親の伍紹華とともに、伍家國術會（Ng Family Chinese Martial Arts Association）を設立した。
学生時代はグラフィックデザインを専攻し、さらにイリノイ大学アーバナ・シャンペーン校で教育学の学士と修士号を取得し、その後、教員として1年間働いたが、武術家となり、サモ・ハン・キンポーやジャッキー・チェンのように映画俳優として活躍するという夢を諦めきれず、2001年に24歳で香港に戻り、映画業界に飛び込んだ。

### 映画業界での活動
香港に戻った後は、チン・カーロウ（錢嘉樂）率いるスタントマンチーム「錢家班」のメンバーとなった。間もなく、『ツインズ・エフェクト』(2003年公開)のオーディションで端役のヴァンパイア役に選ばれ、憧れのジャッキー・チェンとの共演を果たす。また、そのオーディションには、その後、長年の知己となるアクション監督の谷垣健治がアクションチームの一人として立ち会っていた。
同年公開の映画、『スター・ランナー』では俳優やスタントマンのほか、チン・カーロウの下で初めて副アクション監督を務めた。また、親友であるヴァネス・ウー（呉建豪）とアンディ・オン（安志杰）の二人とも、この映画の共演で出会った。
テレビドラマ『詠春』（2007年放送）ではニコラス・ツェー（謝霆鋒）と共演し、彼に詠春拳を教えて師弟関係となった。ニコラス・ツェーの紹介で、2013年にウォン・ジン(王晶)傘下のスタジオの俳優となり、『惡戰 Once Upon a Time in Shanghai』（2014年公開）では、初の主演を務めた。
その後、テレビドラマ『城寨英雄』(2016年放送)、および『バース・オブ・ザ・ドラゴン』（2018年公開）、『ダブルフェイス　潜入者』（2019年公開）でも主演を務める。
『トワイライト・ウォリアーズ 決戦! 九龍城砦』（2024年公開）では、悪役の王九を演じて注目を集め、第18回アジア・フィルム・アワードおよび第43回香港電影金像奨の助演男優賞の候補となっている。
このほか、2019年には、ウォン・ジンの会社との契約期間が終わり、友人の呂冠南とともに映画製作スタジオを設立し、プロデューサーとしても活動を始めた
。2024年に撮影済みで編集中の新作映画『無名火』では、俳優、アクション監督、プロデュースを兼任する。
映画界での活躍以外に、伍家國術會において蔡李佛拳と詠春拳の武術師範としても活動し、伝統武術の普及に努めている。

## 主な出演作品

### 映画
| 年     | 題名                                                     | 役名              | 備考                           |
| ------ | -------------------------------------------------------- | ----------------- | ------------------------------ |
| 2001   | 野獸之瞳 BORN WILD                                       | 惡棍              |                                |
| 2003   | ツインズ・エフェクト 千機變                              | ヴァンパイア      |                                |
| 2003   | スター・ランナー 少年阿虎                                |                   | 俳優、スタント、武術指導で参加 |
| 2004   | 香港国際警察/NEW POLICE STORY 新警察故事                 | 黃文傑            |                                |
| 2004   | エンター・ザ・フェニックス 大佬愛美麗                    | 阿寶              |                                |
| 2005   | ドラゴン・プロジェクト 精武家庭                          | King              |                                |
| 2005   | 擊情歲月                                                 | 海東（少年）      |                                |
| 2005   | ドラゴン・スクワッド 猛龍                                | 李振北            |                                |
| 2006   | 獨家試愛                                                 | Philip            |                                |
| 2006   | 至尊無賴                                                 | 鴻飛              |                                |
| 2006   | 禁室培育之愛的俘虜                                       | 宏太              |                                |
| 2007   | 十分愛                                                   | Micheal           |                                |
| 2007   | インビジブル・ターゲット 男兒本色                        | 老虎仔            |                                |
| 2008   | プレイボーイ・コップス 花花型警                          | 劫匪              |                                |
| 2008   | 六樓后座2家屬謝禮                                        | Pete              |                                |
| 2008   | 機動部隊-人性                                            | 劫匪              |                                |
| 2009   | Somebody to Love                                         | Jeff              |                                |
| 2009   | 回路                                                     | John Wei          |                                |
| 2009   | 孫文の義士団 十月圍城                                    | 白缺(暗殺者)      |                                |
| 2011   | トレジャー・オブ・ドラゴン 財神客棧                      | 鹰王于峰          |                                |
| 2011   | ビーチ・スパイク! 熱浪球愛戰                             | Coach             |                                |
| 2011   | 無價之寶                                                 | 東方虎            |                                |
| 2011   | ビッグ・ブルー・レイク 大藍湖                            | 戲劇導演          |                                |
| 2012   | 爛賭夫鬥爛賭妻                                           | Sam Wong          |                                |
| 2012   | ネイキッド・ソルジャー 亜州(アジア)大捜査線 絕色武器     | 黑龍              |                                |
| 2013   | 古惑仔：江湖新秩序                                       | 楊添              |                                |
| 2013   | 笑功震武林                                               | 洛天              |                                |
| 2014   | 惡戰 Once Upon a Time in Shanghai                        | 馬永貞            | 主演                           |
| 2014   | ゴッド・ギャンブラー レジェンド 賭城風雲                 | 陳龍              |                                |
| 2014   | 天師鬥殭屍                                               | 奶油豬            |                                |
| 2014   | 屍城 ZOMBIE FIGHT CLUB                                   | Jason Wu          |                                |
| 2015年 | ワイルド・シティ 迷城                                    | 关sir             |                                |
| 2016年 | バース・オブ・ザ・ドラゴン 龍之誕生                      | ブルース・リー    | 主演                           |
| 2016年 | 辣警霸王花                                               | Roy               |                                |
| 2017年 | 黑白迷宮                                                 | 高天              |                                |
| 2017年 | 大嫂                                                     | 陳傑              | オンライン映画                 |
| 2017年 | 追龍                                                     | 偉文              |                                |
| 2018年 | 低壓槽                                                   | 保安隊長          |                                |
| 2019年 | ダブルフェイス 潜入者 潛行者                             | 小伍              | 主演                           |
| 2020年 | 燃えよデブゴン TOKYO MISSION 肥龍過江                    | 白服の殺し屋      |                                |
| 2024年 | トワイライト・ウォリアーズ 決戦! 九龍城砦 九龍城寨之圍城 | 王九              |                                |
| 2024年 | スタントマン 武替道 武替道                               | ワイ(威) (梁志威) | 日本では2025/7/25公開          |
| 2025年 | 臨時決鬥                                                 | 王十              | [ 14 ]                         |

### TVドラマ
| 年   | タイトル          | 役     | 備考                             |
| 2004 | Made In Hong Kong |        | アメリカのドキュメンタリードラマ |
| 2004 | 天下無敵          | Leo    | 香港電台製作                     |
| 2007 | 詠春              | 陳華順 | 寰宇娛樂製作                     |
| 2011 | 火速救兵          | 劉光明 | 香港電台製作                     |
| 2012 | 火速救兵II        | 戴偉軒 | 香港電台製作                     |
| 2016 | 城寨英雄          | 龍成虎 | 主演。無綫電視製作               |
| 2018 | 冒險王衛斯理      | 羅約翰 | 配信ドラマ                       |
| 2018 | 兄弟              | 何鐵男 | 無綫電視製作                     |
| 2022 | 鐵拳英雄          | 夜來吉 | 無綫電視製作                     |

## 武術指導作品
| 年   | タイトル                  | 担当                            |
| ---- | ------------------------- | ------------------------------- |
| 2003 | スター・ランナー 少年阿虎 | 助理武術指導 (副アクション監督) |
| 2005 | Mulawin: The Movie        | 助理武術指導 (副アクション監督) |
| 2005 | ドラゴン・スクワッド 猛龍 | 助理武術指導 (副アクション監督) |
| 2008 | Kinta 1881                | 助理武術指導 (副アクション監督) |
| 2009 | 神探妙夫妻                | 武術指導 (アクション監督)       |
| 2011 | Bloodtraffick             | 武術指導 (アクション監督)       |
| 2013 | 古惑仔：江湖新秩序        | 武術指導 (アクション監督)       |
| 2014 | 天師鬥僵屍                | 武術指導 (アクション監督)       |
| 2014 | 屍城 ZOMBIE FIGHT CLUB    | 武術指導 (アクション監督)       |

## 主な受賞歴
| 年   | 賞                               | 部門              | 作品名                                    | 結果       |
| ---- | -------------------------------- | ----------------- | ----------------------------------------- | ---------- |
| 2016 | 星和無綫電視大獎2016             | 我最愛TVB男配角   | 城寨英雄                                  | ノミネート |
| 2016 | TVB 馬來西亞星光薈萃頒獎典禮2016 | 最喜愛TVB男配角   | 城寨英雄                                  | 最後三強   |
| 2016 | TVB 馬來西亞星光薈萃頒獎典禮2016 | 最喜愛TVB電視角色 | 城寨英雄                                  | 受賞       |
| 2016 | TVB 馬來西亞星光薈萃頒獎典禮2016 | 最喜愛TVB熒幕情侶 | 城寨英雄（劉佩玥と）                      | ノミネート |
| 2016 | 萬千星輝頒獎典禮2016             | 最佳男配角        | 城寨英雄                                  | ノミネート |
| 2016 | Yahoo! 搜尋人氣大獎2016          | 人氣電視螢幕情侶  | 城寨英雄（劉佩玥と）                      | 受賞       |
| 2025 | 第18回アジア・フィルム・アワード | 助演男優賞        | トワイライト・ウォリアーズ 決戦! 九龍城砦 | ノミネート |
| 2025 | 第43回香港電影金像奨             | 助演男優賞        | トワイライト・ウォリアーズ 決戦! 九龍城砦 | ノミネート |